# Toomas Hint
Toomas Hint (ros. Тоомас Хинт, ur. 9 czerwca 1960 w Moskwie, zm. 11 grudnia 1998 w Tallinnie) – estoński szpadzista reprezentujący ZSRR, złoty medalista mistrzostw świata.
Podczas mistrzostw świata w Clermont-Ferrand w 1981 roku reprezentanci ZSRR w składzie: Aszot Karagjan, Aleksandr Możajew, Leonid Dunajew, Walerij Chondogo i Toomas Hint zdobyli złoty medal w zawodach drużynowych. Był to jedyny medal wywalczony przez Hinta w zawodach tego cyklu.
Nigdy nie wziął udziału w igrzyskach olimpijskich.
Po zakończeniu kariery pracował jako trener w Estonii.